# Lapierre (entreprise)
Pour les articles homonymes, voir Lapierre.
Lapierre est une entreprise française installée à Dijon depuis ses débuts en 1946. Ce fabricant et équipementier cycliste a fondé sa réputation sur la conception de cadres de bicyclettes. Aujourd’hui, l’entreprise évolue et vend désormais une large gamme de vélos : vélo tout-terrain, vélo de route, vélo urbain, enfant, etc. Lapierre distribue ses vélos dans un peu plus de 40 pays, avec une production globale atteignant les 100 000 vélos par an.

## Historique

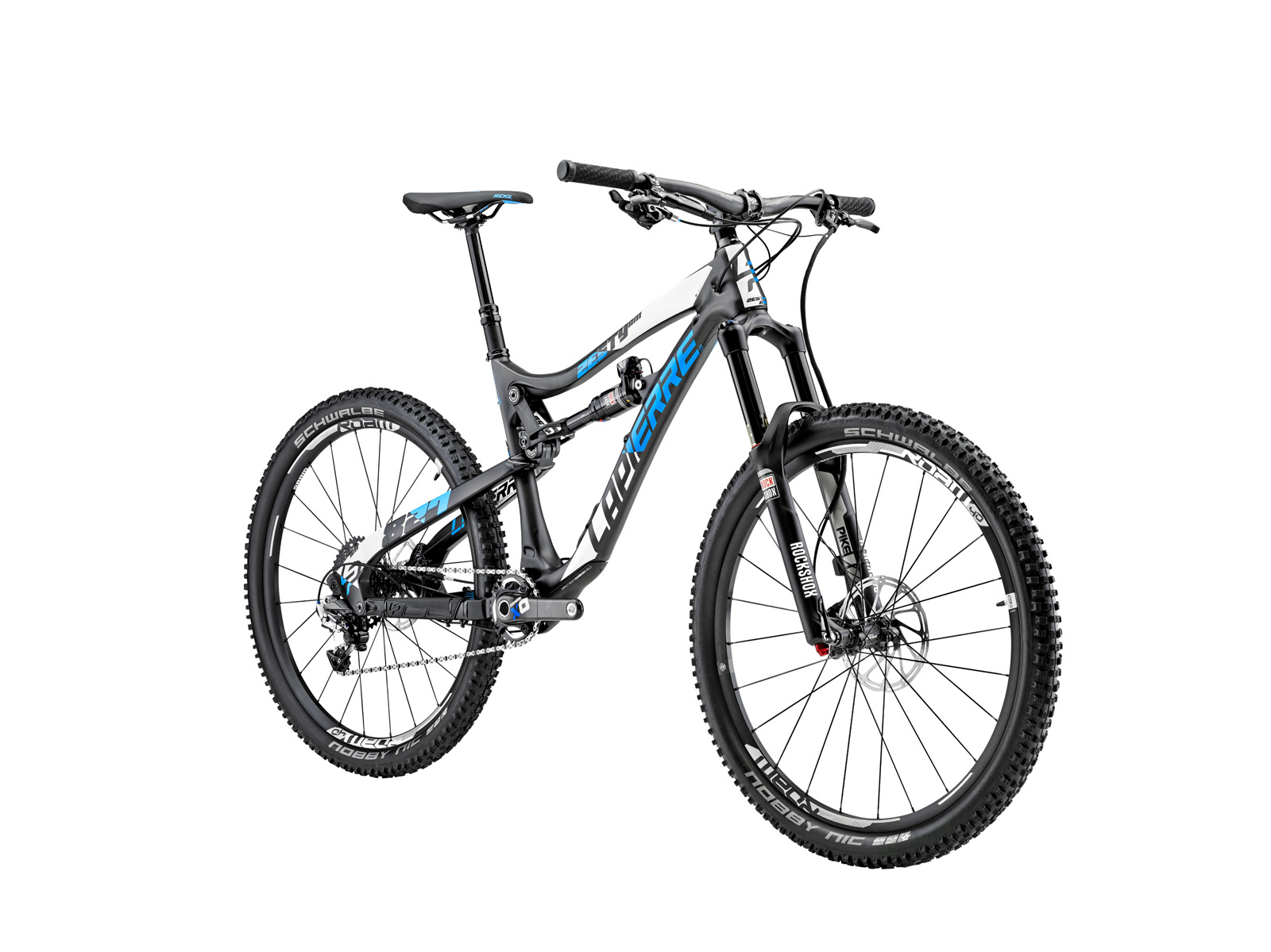
Lapierre Zesty AM 827.

La société est fondée par Gaston Lapierre en 1946 à Dijon, fabricant d'abord des vélomoteurs  avant de très rapidement se spécialiser dans la fabrication de bicyclettes, profitant de l'essor de l'industrie après-guerre. En 1960, le fils du fondateur, Jacky Lapierre, prend les rênes de la société. L'essor se poursuit et en 1972, l'actuelle usine dijonnaise est bâtie au sud de Dijon, rue Edmond Voisenet.  

### L'essor par le VTT
Dans les années 1980, Lapierre se lance dès les débuts du VTT dans la conception de ce nouveau type de vélo et s'impose très vite comme leader français sur ce segment. Lapierre se lance dans le même temps en compétition dès 1988. 
En 1993, le groupe néerlandais Accell rachète 33 % des parts de l'entreprise, puis la totalité des parts en 1996, les cycles Lapierre actant un rapprochement complet avec le groupe européen. La même année, Gilles Lapierre est nommé PDG de l'entreprise. 
En 2001, Jérôme Chiotti remporte le championnat de France de VTT à Métabief sur son X-control. C'est la première fois qu'un VTT tout suspendu (fourche : suspension avant et amortisseur : suspension arrière) remporte une compétition importante de cross-country.

### Développement du vélo de route
Au début des années 2000, le VTT ayant atteint un certain niveau de maturité, Gilles Lapierre souhaite lancer la marque au plus haut niveau du cyclisme sur route. Après avoir signé un accord de partenariat avec le SCO Dijon à la fin des années 1990, Lapierre devient partenaire de l'équipe Française des Jeux en 2002, s'offrant une nouvelle visibilité avec une présence sur les grands tours. En fin d'année 2023, Lapierre arrête son partenariat avec l'équipe masculine mais demeure l'équipementier de l'équipe féminine FDJ-Suez jusqu'à octobre 2024.

### Diversification
En 2008, Lapierre crée un nouveau département « commuting » et conçoit les vélib' et vélo'v pour les systèmes de vélos en libre-service des villes de Paris et de Lyon, en collaboration avec JCDecaux et Accell. En 2009, Lapierre produit 90 000 vélos en France en une année. 
À partir de 2015, Lapierre décide d'axer sa stratégie sur le développement de sa gamme de VAE Overvolt en la déclinant dans tous les segments qu'occupent la marque : VTT, urbain, route… pour répondre aux nouvelles exigences du marché.
En mai 2018, Gilles Lapierre quitte la direction de la société et prend la nouvelle fonction de directeur de l'innovation et des technologies au sein du groupe Accell. Son rôle consistera à travailler au plus près des différents départements R&D Accell partout dans le monde.

## Organisation
La société reste encore aujourd'hui relativement indépendante malgré son appartenance au groupe Accell. Le siège dijonnais accueille encore le département de recherche et développement de la marque, les chefs-produits ainsi que le marketing. L'usine historique produit en outre encore 25 % des plus de 100 000 vélos produits chaque année par la marque (jusqu'à 150 vélos par jour). 
Le reste de la production est réalisé dans les six autres usines du groupe Accell aux Pays-Bas, en Allemagne, en Hongrie et en Turquie. Le groupe apporte un grand soutien en matière de support (informatique, système commerciaux, logistiques…) dont Lapierre bénéficie au même titre que les autres marques du groupe, qui produisent ensemble une moyenne d'un million de vélos chaque année en Europe.

## Sponsoring
À partir de 1988, l'entreprise sponsorise des équipes de VTT, accompagnant son développement sur ce segment. Avec Nicolas Vouilloz, Jean-Christophe Péraud, etc., la marque remporte la plupart des titres de la discipline.
Lapierre s'engage également au local, pour créer dans les années 1990 avec le club dijonnais le SCOD-Team Lapierre, rapidement en DN1 (plus haut niveau amateur). Lapierre devient ainsi champion de France amateur ELITE 2000 avec Romain Mary du SCOD Lapierre. 
De 2002 à fin 2023, Lapierre signe un partenariat avec l'équipe cycliste professionnelle La Française des Jeux (Groupama-FDJ en 2023). Dès la première année, Lapierre devient champion de France professionnel avec Nicolas Vogondy et champion du Monde de poursuite individuelle avec Bradley McGee. Le partenariat entre Lapierre et Groupama-FDJ prend fin le 31 décembre 2023.
En 2008, le team Lapierre powered by Saab Salomon fait son entrée officielle sur le circuit international de DH / Freeride Enduro. Pendant cette même année, Alexis Vuillermoz devient champion du monde XC de relais par équipe. En 2012, avec Loic Bruni, Lapierre remporte son 1er titre de champion du monde de descente grâce à sa victoire en coupe et en championnat du monde.
Lapierre centre ses efforts autour de ses équipes et coureurs sponsorisés, parfois jusqu'à les recruter : en 2003, Nicolas Vouilloz, 10 fois champion du monde de VTT de descente, rejoint ainsi les rangs du département R&D Lapierre pour un contrat de trois ans, puis à partir de 2011 comme consultant pour travailler à l'élaboration de nouveaux modèles.
En décembre 2024, Lapierre officialise son retour dans le peloton cycliste professionnel à partir du 1er janvier 2025, en fournissant en cycles pour quatre saisons l'équipe Picnic PostNL (féminine, masculine et développement).

## Prix et distinctions
- VTT de l’année 2007 avec le X-Control 710 (Vélo Vert)[3],
- Vélo route de l’année 2007 avec le  X-Lite Webseries (Le Cycle)[3]
- 1er prix du Design & Innovation Awards 2017 et du Tapei Awards 2017 avec le modèle « Overvolt Carbon »[11].
- Vélo de Route de l'Année 2022 avec le Xelius SL 8.0[12]